# Analogue
Analogue – album norweskiego zespołu a-ha w 2005 roku.

## Lista utworów
1. Celice - 3:41
2. Don't Do Me Any Favours - 3:51
3. Cosy Prison - 4:08
4. Analogue - 3:48
5. Birthright - 3:45
6. Holyground - 4:00
7. Over The Treetops - 4:24
8. Halfway Through The Tour - 7:26
9. The Fine Blue Line - 4:09
10. Keeper Of The Flame - 3:58
11. Make It Soon - 3:21
12. White Dwarf - 4:24
13. The Summers Of Our Youth - 3:56

## Listy sprzedaży
| Lista               | Kraj            | Pozycja |
| ------------------- | --------------- | ------- |
| VG-Lista            | Norwegia        | 1       |
| Ö3 Austria Top 40   | Austria         | 18      |
| UK Albums Chart     | Wielka Brytania | 24      |
| Schweizer Hitparade | Szwajcaria      | 21      |